# باب اوانز (راننده مسابقه)
رابرت «باب» اوانز (انگلیسی: Robert "Bob" Evans؛ زادهٔ ۱۱ ژوئن ۱۹۴۷ در وادینگتون، لینکلن‌شر) رانندهٔ سابق مسابقات اتومبیل‌رانی فرمول یک اهل بریتانیا است که از فصل ۱۹۷۵ تا ۱۹۷۶ در مجموع در دوازده گراند پری شرکت کرد، اما موفق به کسب هیچ امتیازی نشد.